# زیمتنگا
زیمتنگا شهری در شهرستان زیمتنگا در استان بام در بورکینافاسوی شمالی است و جمعیت آن ۱۰۳۶ نفر است.